# Raymond de Vries (atleet)
Raymond de Vries (17 mei 1953) is een voormalige Nederlandse atleet met als specialiteiten hoogspringen en 110 m horden.

## Biografie

### Eerste successen
De Vries deed voor het eerst nationaal van zich spreken tijdens de Nederlandse indoorkampioenschappen voor junioren in 1972, waar hij kampioen werd met een Nederlands jeugdindoorrecord van 2,05 m. Datzelfde jaar veroverde hij ook buiten de jeugdtitel. Vanaf dat jaar kwam hij veertien maal uit voor Nederland en de Benelux.
In 1977 werd hij voor het eerst en voor het laatst Nederlands kampioen hoogspringen. Hij onderbrak hiermee de lange serie nationale hoogspringtitels van Ruud Wielart (vijfmaal Nederlands kampioen). Dat jaar was hij de eerste Nederlandse atleet die op een scholarship in de VS ging studeren (op New Mexico Junior College en Clemson University). Hij was persoonlijk betrokken bij de gang naar de VS van bekende namen uit de Nederlandse atletiek, zoals Ria Stalman, Hans Koeleman, Jennifer Smit, Jan Willem Boogman en Chris Leeuwenburgh.
In 1993 werd hij zonder vorm van proces geschorst door de IAAF.

### Na zijn sportcarrière
Na zijn actieve carrière werd hij een succesvol atletiekmanager. Hij vertegenwoordigde onder meer: Ben Johnson, Merlene Ottey, Paul Ereng, Mike Conley, Yobes Ondieki en Billy Konchellah. Vanaf 1996 richtte hij zijn sportieve interesse op de golfsport. Hij bedacht voor topgolfer Joost Steenkamer een aandelenplan om zijn carrière te financieren. Steenkamers manager wees het af, maar maakte er later furore mee door op die manier de carrière van Maarten Lafeber te lanceren.
In 1998 was hij bedenker en medeoprichter van Comoretel, een internationaal telecombedrijf dat als eerste ter wereld internationale toll-free realiseerde.
In 2001 richtte hij samen met zijn broer Jan-Jorgen Nederlands eerste professionele golfteam The Package op. In 2005, eveneens met Jan-Jorgen een nieuwe lesmethode geschikt voor Mp3 spelers en mobiele telefoons: PortableGolfPro.

## Nederlandse kampioenschappen
Outdoor
| Onderdeel    | Jaar |
| ------------ | ---- |
| hoogspringen | 1977 |

Indoor
| onderdeel    | jaar       |
| ------------ | ---------- |
| hoogspringen | 1978, 1982 |

## Persoonlijke records
| Onderdeel    | Prestatie | Datum       | Plaats    |
| ------------ | --------- | ----------- | --------- |
| 110 m horden | 14,73 s   | .. mei 1979 | Los Altos |
| hoogspringen | 2,17 m    | 14 mei 1978 | Den Haag  |

## Boek
- Raymond de Vries schreef een boek over zijn leven: Opkomst en ondergang van een ongelooflijk stomme zak, 2009, ISBN 9490046000, ISBN 9789490046002